# Lijst van spoorwegbundels in de haven van Brugge-Zeebrugge

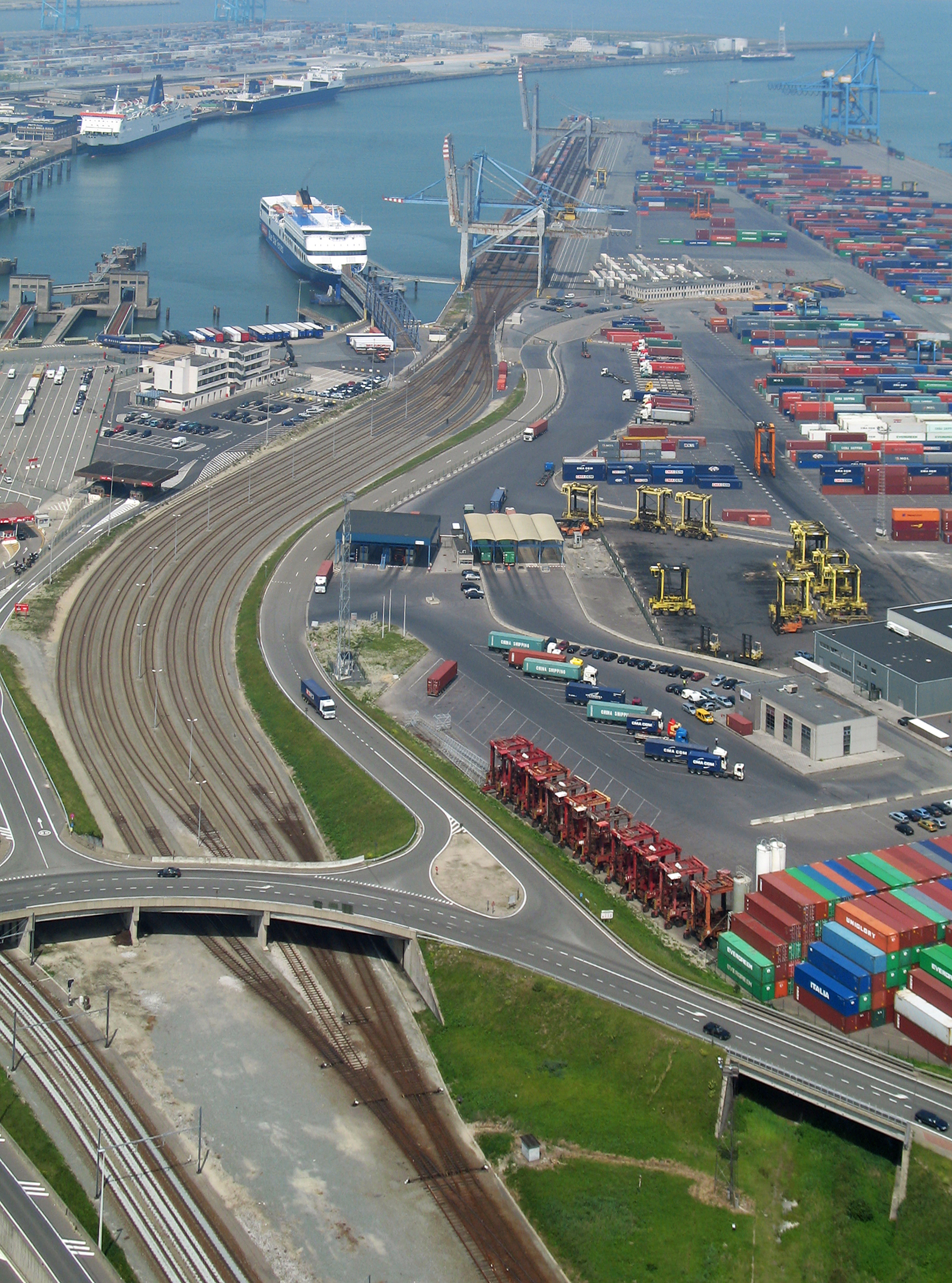
De sporenbundel "Westhoofd" in de haven van Zeebrugge

De lijst van spoorwegbundels in de haven van Brugge-Zeebrugge geeft een overzicht van de spoorwegbundels in de haven van Brugge-Zeebrugge.
| bundel                | ligging | sporen | kaaien | spoorlijn      |
| --------------------- | ------- | ------ | ------ | -------------- |
| Pelikaan              |         | 11     |        | 202B/1, 202B/2 |
| Ramskapelle           |         | 11     |        | 202B           |
| Britanniadok          |         | 8      |        | 202B           |
| Westhoofd             |         |        |        | 51A            |
| Leopold II-Dam        |         |        |        | 51A            |
| Wielingendok          |         |        |        | 51A            |
| Noordelijk Insteekdok |         | 10     |        | 51A            |